# Windmill (Nuevo México)
Windmill es un lugar designado por el censo ubicado en el condado de Hidalgo en el estado estadounidense de Nuevo México. En el Censo de 2010 tenía una población de 43 habitantes y una densidad poblacional de 11,48 personas por km².

## Geografía
Windmill se encuentra ubicado en las coordenadas 31°58′37″N 108°37′53″O / 31.97694, -108.63139. Según la Oficina del Censo de los Estados Unidos, Windmill tiene una superficie total de 3.75 km², de la cual 3.75 km² corresponden a tierra firme y (0%) 0 km² es agua.

## Demografía
Según el censo de 2010, había 43 personas residiendo en Windmill. La densidad de población era de 11,48 hab./km². De los 43 habitantes, Windmill estaba compuesto por el 86.05% blancos, el 0% eran afroamericanos, el 2.33% eran amerindios, el 0% eran asiáticos, el 0% eran isleños del Pacífico, el 11.63% eran de otras razas y el 0% pertenecían a dos o más razas. Del total de la población el 41.86% eran hispanos o latinos de cualquier raza.